# Lancaster, California
Lancaster este un oraș din California, SUA. Se află la o altitudine de 2.359 picioare deasupra nivelului mării. Are o suprafață de 244,912073 km². Populația este de 173.516 locuitori, determinată în 1 aprilie 2020, prin recensământ.